# Kojivka
Kokhivka  (ucraniano: Кохівка) es una localidad del Raión de Podilsk en el Óblast de Odesa de Ucrania. Según el censo de 2001, tiene una población de 366 habitantes.